# Vampire Weekend

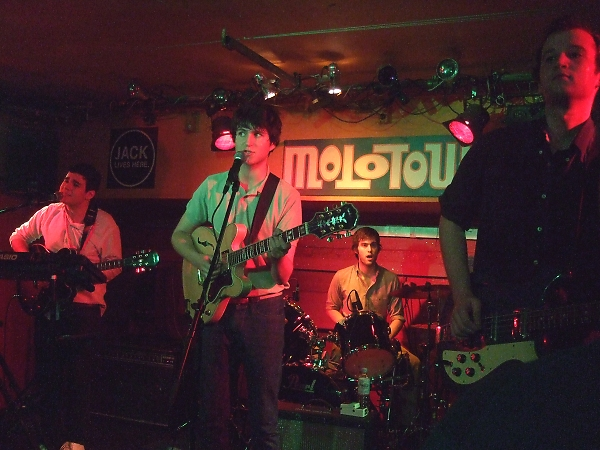
Vampire Weekend in 2007

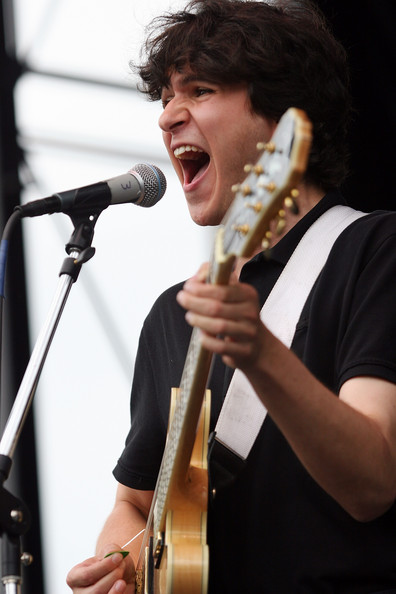
Zanger Ezra Koenig op Pitchfork in 2008

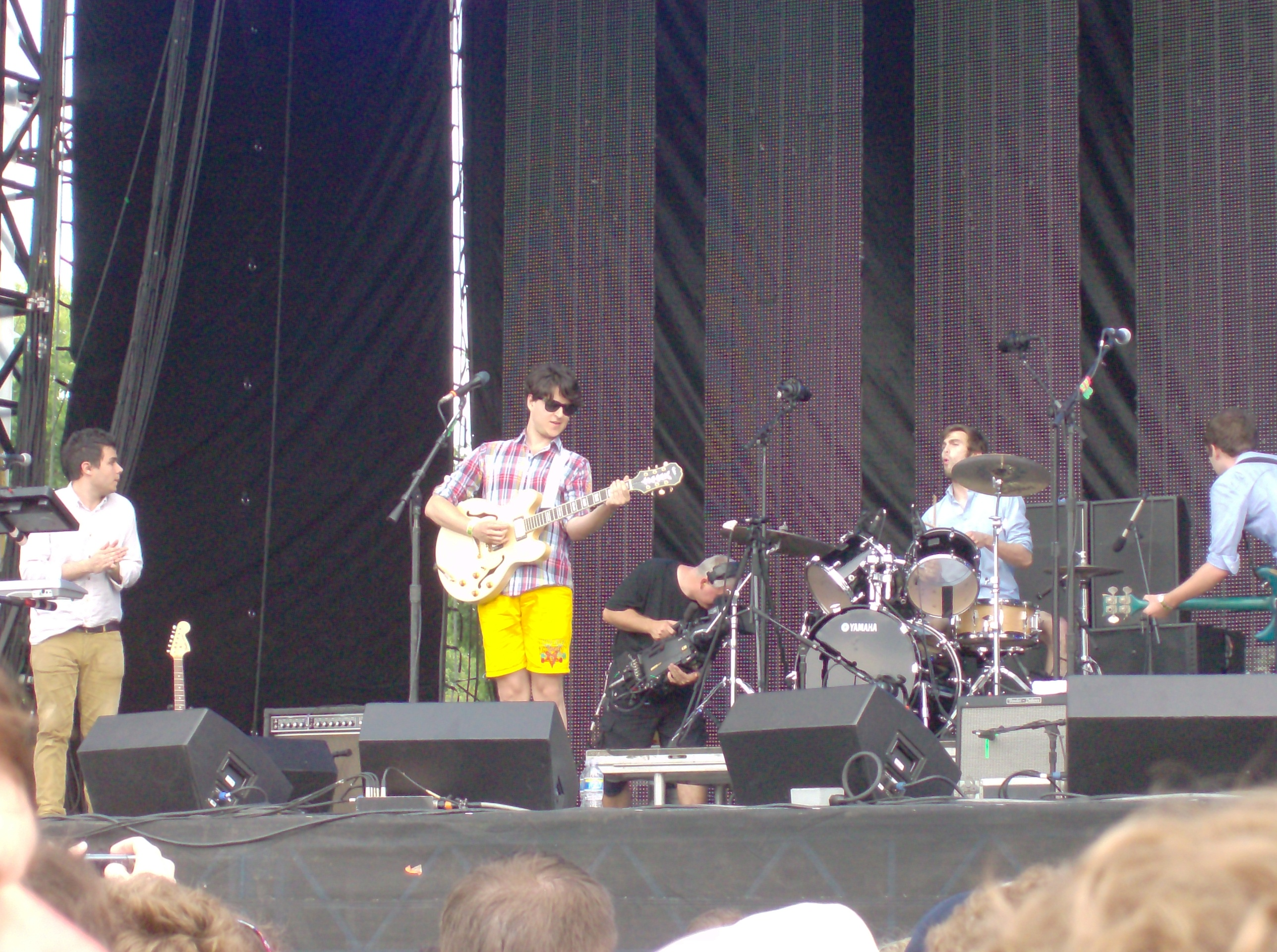
Vampire Weekend op Lollapalooza in april 2009

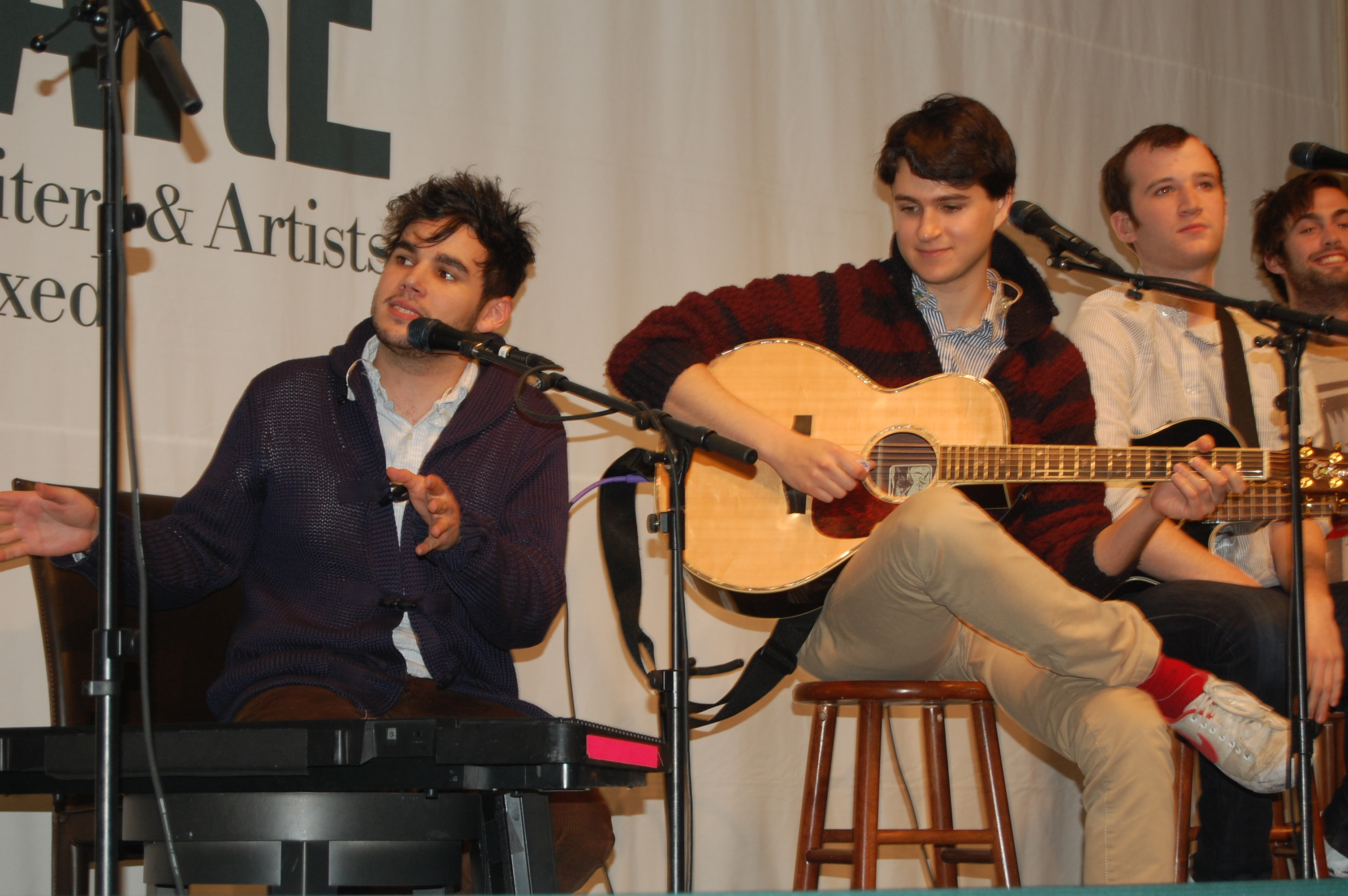
Vampire Weekend in 2010

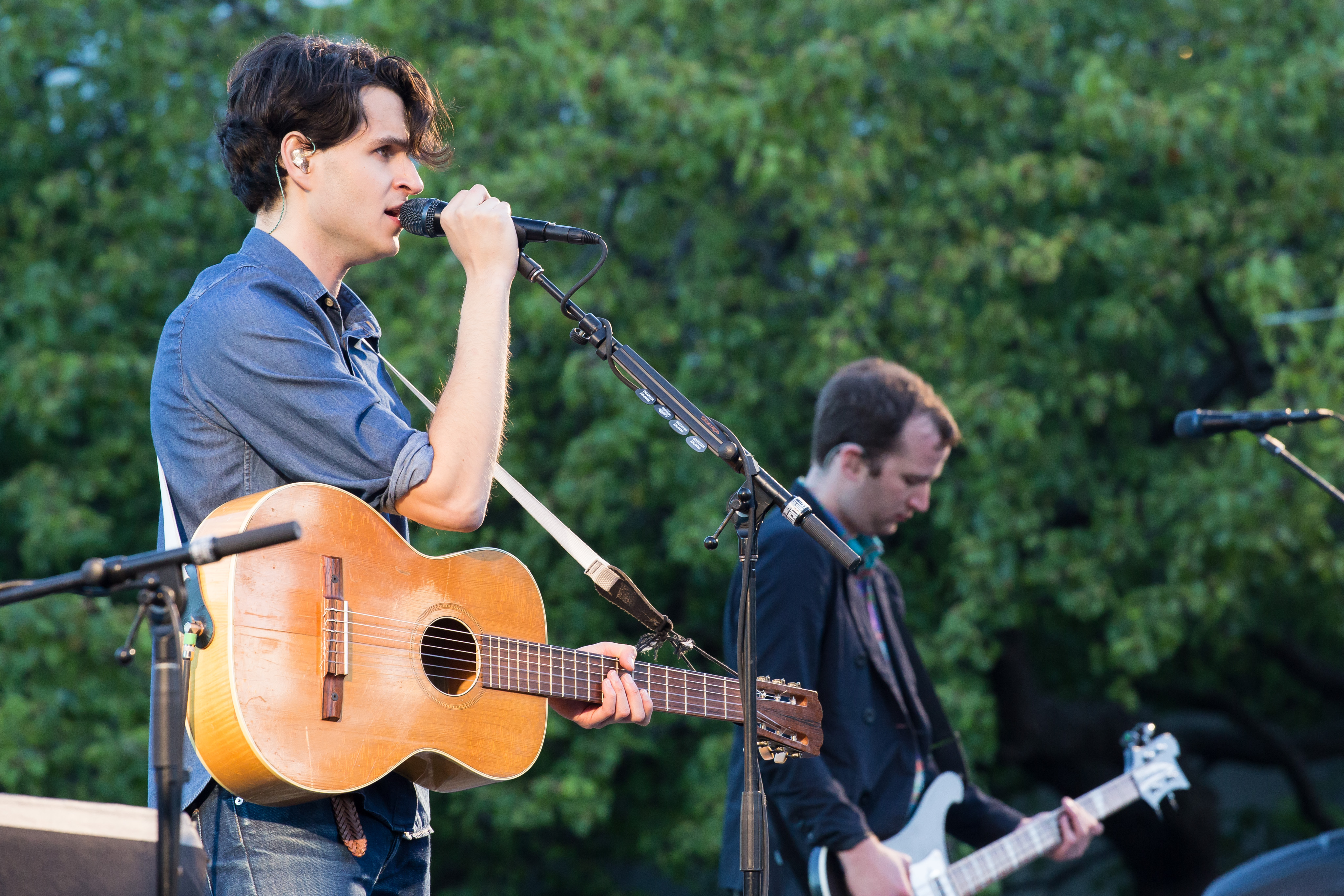
Vampire Weekend in Financial District South, San Francisco, VS in 2013

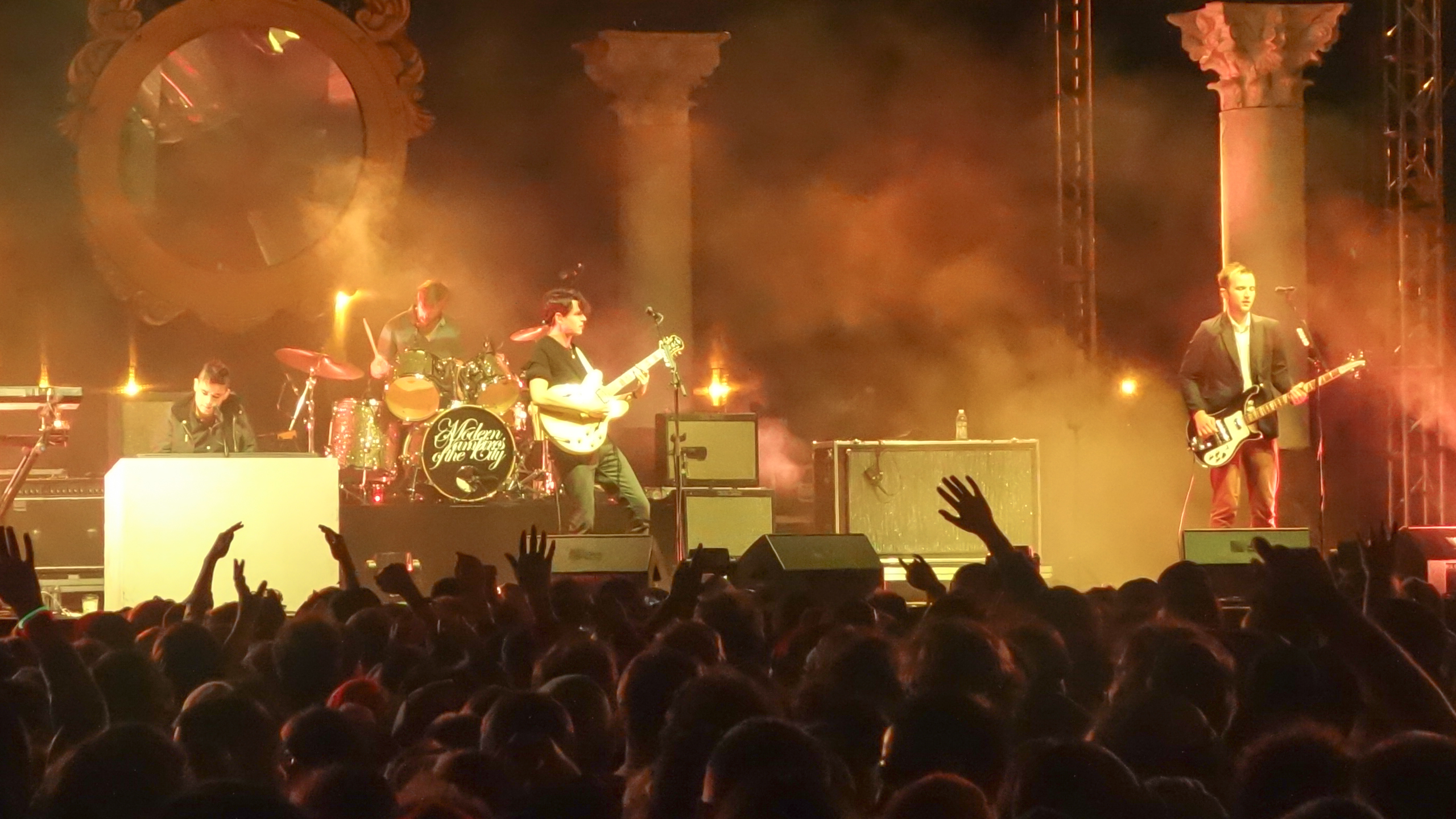
Vampire Weekend op Sasquatch in mei 2013

Vampire Weekend is een Amerikaanse band uit New York, gevormd in 2006, die experimentele New Weird America-indierock brengt. Momenteel hebben ze een contract bij XL Recordings. De band bestaat uit vier leden: zanger en gitarist Ezra Koenig, gitarist, toetsenist en achtergrondzanger Rostam Batmanglij, drummer en percussionist Chris Tomson en bassist en achtergrondzanger Chris Baio. De band bracht hun zelf geproduceerde debuutalbum Vampire Weekend uit in 2008 met onder meer de singles "A-Punk" en "Cape Cod Kwassa Kwassa". Het tweede album van de band, Contra, werd uitgebracht in 2010. Op 14 mei 2013 volgde het derde studioalbum, Modern Vampires of the City.

## Geschiedenis

### Formatie en bekendwording (2006-2007)
De bandleden ontmoetten elkaar tijdens hun studies aan de Columbia-universiteit in New York, beginnend met een rapformatie bestaande uit Koenig en Tomson. De bandleden hadden een gedeelde liefde voor punkrock en Afrikaanse ritmes.
Koenig toerde met de band Dirty Projectors tijdens een periode van experimenten met Afrikaanse muziek. Dit inspireerde hen tot het gebruiken van wereldmuziek in hun eerste werk. De band koos de naam "Vampire Weekend" naar een kortfilmproject van Koenig in een van de zomers tijdens zijn jaren op het college. Hij keek op een avond naar een vampierenfilm uit de jaren 80 en werd hierdoor geïnspireerd om een eigen versie te maken, die hij "Vampire Weekend" noemde. In de film reist een man genaamd Walcott, gespeeld door Koenig, naar Cape Cod om de majoor te waarschuwen dat een stel vampieren de Verenigde Staten aan het aanvallen zijn. Zoals te zien in de trailer zou de film rond kerstmis 2005 klaar zijn, maar na een paar dagen zette Koenig het project al stop. De film vormde later nog wel de inspiratie voor het nummer "Walcott" en de aanzet tot de titel van "Cape Cod Kwassa Kwassa", twee nummers op hun debuutalbum. De band begon met spelen op de Columbia-universiteit, met als eerste nummer een battle of the bands in de Lerner Hall. Na het beëindigen van hun studies produceerden de bandleden zelf hun debuutalbum terwijl ze een fulltimebaan uitoefenden; Tomson als een muziekarchivist en Koenig als leerkracht Engels in het voortgezet onderwijs.
In 2007 stond "Cape Cod Kwassa Kwassa" in de lijst van de 100 beste nummers van dat jaar op de 67e plaats. In november 2007 toerden ze met The Shins door het Verenigd Koninkrijk. De inmiddels veel voorkomende vorm van internetbuzz en bloghypes speelde een grote rol in Vampire Weekends succes, en leidde daarnaast tot een grote pre-release en drie tournees vóór de release van hun debuutalbum. Door Spin magazine werden ze uitgeroepen tot beste nieuwe band in de editie van maart 2008, en werden hiermee ook de eerste band afgebeeld op de voorpagina voor de uitgave van hun debuutalbum. Vier van de nummers op het debuutalbum stonden ook in de Triple J Hottest 100-lijst van 2008.

### Vampire Weekend(2007-2008)
Het debuutalbum van Vampire Weekend, Vampire Weekend, werd uitgebracht op 29 januari 2008. Het werd een groot succes in het Verenigd Koninkrijk en de VS; het album stond op nummer 15 in de UK Albums Chart en op nummer 17 in de Billboard 200. Er werden vier singles van het album uitgebracht: terwijl "A-Punk" op nummer 25 piekte in de Billboard Modern rock-lijst en op 55 stond in de UK Singles Chart, stond "Oxford Comma" het hoogst op nummer 38 in het Verenigd Koninkrijk. "A-Punk" stond daarnaast ook op de 4e plaats in de Readers' Rock List van beste nummers van 2008 van het magazine Rolling Stone en het werd veelvuldig gebruikt voor openers van zowel televisieprogramma's als videogames.

### Contra(2009-2011)
Vampire Weekends tweede album, Contra, werd uitgebracht op 11 januari 2010 in het Verenigd Koninkrijk en een dag later in de Verenigde Staten en andere landen. Op 12 januari was "Horchata" verkrijgbaar als gratis download op de site van Vampire Weekend. De eerste officiële single van het album, "Cousins", werd uitgebracht op 17 november 2009. Contra was het eerste album van Vampire Weekend dat op nummer 1 binnenkwam in de Billboard 200.
Op 9 januari 2010 deed de band een akoestische sessie voor MTV Unplugged. De volgende maand toerden ze door Europa en Canada met het Canadese electroduo Fan Death als voorprogramma. De video voor de volgende single, "Giving Up the Gun", werd op 18 februari uitgebracht. Ze stonden ook op vele festivals doorheen de Verenigde Staten en in Australië. De derde single van het album, "Holiday", werd op 7 juni 2010 uitgebracht. Deze single had veel airplay in België en Nederland.
Op 25 juni 2010 speelde Vampire Weekend op de Pyramid Stage van Glastonbury Festival en stonden ook op het hoofdpodium van T in the Park op 8 juni van dat jaar. Ze waren tevens een headliner van onder andere Oxygen Festival, Latitude Festival, het Festival Internacional de Benicàssim, Jisan Valley Rock Festival in Zuid-Korea en Peace and Love, het grootste festival van Zweden.
Ook in 2010 toerde Vampire Weekend door Noord-Amerika met Beach House en de Dum Dum Girls. De tournee startte op 27 augustus 2010 in Vancouver. Voor het concert zei Koenig tegen het publiek dat ze de langste "vakantieperiode" doormaakten sinds een tijdlang.
Contra werd genomineerd voor een Grammy, maar moest de duimen leggen voor het album Brothers van The Black Keys.

### Modern Vampires of the City(2011-2014)
Op 11 november 2011 werd bekend dat Vampire Weekend weer in de studio had gezeten, om nieuw materiaal voor hun derde album te schrijven en op te nemen. Op 26 april 2012 meldde Rolling Stone dat het aan het einde van het jaar uitgebracht zou kunnen worden. Koenig verklaarde dat ze heel wat te doen hadden en dat het leuk zou zijn als het eind 2012 klaar zou zijn, maar dat ze niets zouden willen uitbrengen waarvan ze later zouden denken "hier konden we langer aan gewerkt hebben". Tot aan de release zijn de bandleden erg discreet geweest over het album, zeggend dat "een band geen boel interviews kan geven als ze ergens aan werken". In interviews verklaarden ze wel dat ze al vroeger met het album bezig waren.
Op 4 februari 2013 tweette de band "NYT Classifieds..." (een online advertentiesite) via hun officiële account. Daar stond, bij de sectie Notices & Lost and Found, de tekst "Modern Vampires of the City May 7, 2013" in een zoekertje. Op hun site plaatsten ze ook de letters "MVOTC". Later zou de release verlaat worden tot 14 mei (13 mei in het Verenigd Koninkrijk) door middel van een officiële aankondiging op de Facebookpagina van de band. Modern Vampires of the City werd geschreven en opgenomen op verschillende locaties, onder andere in SlowDeath Studios in New York, Echo Park "Back House" in Los Angeles, Vox Recording Studios in Hollywood, Rostam Batmanglij's appartement in New York en een gasthuis op Martha's Vineyard. Het album was een coproductie van Batmanglij en Ariel Rechtshaid. Omdat de vorige albums alleen door Batmanglij waren geproduceerd, was dit het eerste album waarbij een producer van buiten de band betrokken werd.
In een interview met Q Magazine (voor de editie van februari 2013) beschreef Koenig het komende album als "donkerder en meer biologisch" en dat het erg leek op het laatste deel van een trilogie. Op 16 maart 2013 speelden ze de laatste show op Stubbs op de laatste dag van het festival SXSW in Austin, Texas. Ze speelden er 2 songs van hun nieuwe album; "Ya Hey" en "Diane Young". Op 18 maart 2013 brachten ze een dubbele single uit, "Diane Young"/"Step". Op 11 mei 2013 waren ze voor de derde keer de muzikale gast in Saturday Night Live en speelden daar "Diane Young" en "Unbelievers", twee nummers van hun nieuwe album.
Het album bereikte het nummer 1 in de Billboard 200, waarmee het naast Contra het tweede album van de band was die deze positie haalde. Vampire Weekend was hierdoor de eerste indierockband die met twee opeenvolgende releases op nummer 1 debuteert. Het nummer "Worship You" werd tevens gebruikt in de voetbalgame FIFA 14. Ook won de band de Grammy Award voor beste alternatieve album van 2014.

### Father of the Bride(2014-heden)
Op 26 januari 2016 werd bekend dat Rostam Batmanglij de band had verlaten, hij zou zich meer willen gaan richten op solo projecten, maar bleef ook samenwerken met de band. Later dat jaar tekende de band een contract bij platenmaatschappij Columbia Records.
Twee jaar na het vertrek van Batmanglij maakte de band bekend weer op te gaan treden. De eerste optredens vonden plaats in juni 2018 in Californië. Tijdens deze live optredens wordt de band versterkt door Greta Morgan op toetsen, gitaar en achtergrondzang,  Brian Robert Jones op gitaar, Garrett Ray op percussie, drum en achtergrondzang en Will Canzoneri op toetsen en achtergrondzang. Tijdens het optreden op Lollapalooza werd bekend gemaakt dat het vierde album af was.
Op 24 januari 2019 maakte de band bekend dat het nieuwe album "Father of the Bride" zou gaan heten, een week later werden de eerste twee singles van het album uitgebracht, "Harmony Hall" en "2021". Het volledige album kwam uit op 3 mei van dat jaar. De release werd gevolgd door de "Father of the Bride"-tour later dat jaar door Noord-Amerika en Europa. In Nederland trad de band op op Down The Rabbit Hole en in de AFAS Live, in België werd de AB aangedaan. Tevens maakte de band bekend te werken aan een vijfde album.

## Leden
- Ezra Koenig — Zanger, gitarist, songschrijver
- Chris Baio — Bassist, achtergrondzanger
- Chris Tomson — Drummer, percussionist

### Tour leden
- Greta Morgan — Toetsenist, gitarist, achtergrondzanger
- Brian Robert Jones — Gitarist
- Garrett Ray - Drummer, percussionist, achtergrondzanger
- Will Canzoneri - Toetsenist, achtergrondzanger

### Voormalige leden
- Rostam Batmanglij — Toetsenist, gitarist, achtergrondzanger, songschrijver en producer

## Discografie

### Albums
| Album met hitnotering(en) in de Vlaamse Ultratop 200 albums | Datum van verschijnen | Datum van binnenkomst | Hoogste positie | Aantal weken | Opmerkingen |
| ----------------------------------------------------------- | --------------------- | --------------------- | --------------- | ------------ | ----------- |
| Vampire Weekend                                             | 2008                  | 01-03-2008            | 37              | 11           |             |
| Contra                                                      | 2010                  | 16-01-2010            | 8               | 26           |             |
| Modern Vampires of the City                                 | 2013                  | 18-05-2013            | 11              | 1*           |             |
| Father of the bride                                         | 2019                  | 11-05-2019            | 8               | 11           |             |

| Album met eventuele hitnotering(en) in de Nederlandse Album Top 100 | Datum van verschijnen | Datum van binnenkomst | Hoogste positie | Aantal weken | Opmerkingen |
| ------------------------------------------------------------------- | --------------------- | --------------------- | --------------- | ------------ | ----------- |
| Vampire Weekend                                                     | 25-01-2008            | 23-02-2008            | 62              | 5            |             |
| Contra                                                              | 08-01-2010            | 16-01-2010            | 31              | 8            |             |
| Modern Vampires of the City                                         | 2013                  | 18-05-2013            | 20              | 1*           |             |
| Father of the bride                                                 | 2019                  | 11-05-2019            | 11              | 8            |             |

### Singles
| Single met hitnotering(en) in de Vlaamse Ultratop 50 | Datum van verschijnen | Datum van binnenkomst | Hoogste positie | Aantal weken | Opmerkingen |
| ---------------------------------------------------- | --------------------- | --------------------- | --------------- | ------------ | ----------- |
| Cape Cod Kwassa Kwassa                               | 2007                  | -                     |                 |              |             |
| Mansard Roof                                         | 2007                  | -                     |                 |              |             |
| A-Punk                                               | 2008                  | -                     |                 |              |             |
| Oxford Comma                                         | 2009                  | -                     |                 |              |             |
| Horchata                                             | 30-11-2009            | 23-01-2010            | 26              | 2            |             |
| Giving up the gun                                    | 01-03-2010            | 06-03-2010            | tip15           | -            |             |
| Holiday                                              | 31-05-2010            | 03-07-2010            | tip5            | -            |             |
| White sky                                            | 11-10-2010            | 16-10-2010            | tip16           | -            |             |
| Step                                                 | 2013                  | 18-05-2013            | tip23*          |              |             |
| Harmony Hall                                         | 2019                  | 02-03-2019            | 50              | 2            |             |
| This Life                                            | 2019                  | 13-04-2019            | tip15           |              |             |